# Строги природни резерват Брезовица
Строги природни резерват „Брезовица” је једино природно налазиште биљне врсте форситије (лат. Forsythia europea Deg. et Bald) која представља изванредну природну реткост. Налази се на територији општине Пећ, на Косову и Метохији.

## Историјат
Завод за заштиту природе и научно проучавање природних реткости НР Србије је тридесет и осам хектара „Брезовице” прогласио за строги резерват природе 1959. године, Решењем о стављању под заштиту државе природног налазишта биљке форситије на брду Губавац, месту Брезовица код Пећи, бр. 01–560, Службени гласник НРС 2/1960.